# Gromadne Góry
Gromadne Góry – wzniesienia o wysokościach do 113 m n.p.m. w północnej części Wysoczyzny Łobeskiej, położone w woj. zachodniopomorskim, w powiecie świdwińskim, na obszarze gminy Sławoborze.
Gromadne Góry są południowo-zachodnią częścią moreny, której najwyższym wzgórzem jest Klorówka.
Przy południowym podnóżu wzniesień leży wieś Biały Zdrój.
Nazwę Gromadne Góry wprowadzono urzędowo w 1950 roku, zastępując poprzednią niemiecką nazwę Königs Berge.